# Ilhéu Preto
O ilhéu Preto é um ilhéu situado na freguesia da Boaventura, São Vicente, na Região Autónoma da Madeira, Portugal.